# Peccati... e poi virtudi
Peccati... e poi virtudi è uno spettacolo di rivista presentata dalla Compagnia Maresca nella stagione 1927-1928. Il debutto, al Teatro Eldorado di Napoli, è avvenuto il 21 agosto 1928.

## Critica
(Anonimo, La Tribuna, 22 agosto 1928)